# Luis de Francia (1244-1260)
Luis de Francia (21 o 24 de febrero de 1244 - París, 11 de enero de 1260), fue un príncipe de la Casa de los Capetos y brevemente regente de Francia.

## Biografía
Luis era el hijo mayor del rey Luis IX de Francia y su esposa Margarita de Provenza y, por tanto, el heredero al trono de Francia.
En 1248, sus padres viajaron a Egipto para participar en la Séptima Cruzada. Durante su ausencia, su abuela, Blanca de Castilla, actuó como regente. Sin embargo, cuando ella murió en 1252, sus padres todavía estaban en la cruzada y Luis de ocho años fue nombrado regente. No llegó a gobernar el país, el poder real estaba en manos de un consejo real dirigido por sus tíos Alfonso de Poitiers y Carlos I de Nápoles y Sicilia. Sin embargo, las obras reales fueron selladas en su nombre y la correspondencia del gobierno estaba dirigida a él personalmente. La base del arreglo era la no escrita (en el momento) principio de primogenitura en el derecho francés: en ausencia de instrucciones escritas por el contrario, el hijo mayor del rey se convertía automáticamente en regente durante la ausencia del rey. Esta regencia terminó cuando Luis IX volvió a París en 1254.
En los años siguientes, el príncipe Luis fue educado para su futuro rol como rey. El jurista Pierre de Fontaines dedicó su libro de texto Conseil à un ami al príncipe Luis. El 20 de agosto de 1255, fue prometido a infanta Berenguela de Castilla, una hija del rey Alfonso X de Castilla y por lo tanto su prima paterna. En ese momento, ella era presunta heredera de Castilla. Sin embargo, poco después de los esponsales, Fernando de la Cerda nació, desplazando a su hermana como heredero.
Luis y su hermano menor Felipe fueron testigo de los juramentos y sellado que confirmaban el Tratado de París de 1259, que tenía la intención de poner fin al conflicto territorial entre Inglaterra y Francia, que había estado librando desde 1180. Este tratado exigía que el rey Enrique III de Inglaterra rindiera homenaje al rey Luis IX de Francia, lo que hizo al año siguiente.
Luis cayó enfermo después de Navidad de 1259 y murió poco después de Año Nuevo, a la edad de dieciséis años. El teólogo Vincent de Beauvais escribió un consolatio para Luis IX, que se considera el tradicional consuelo cristiano y una obra maestra en su género. El hermano menor de Luis sucedió a su padre en 1270 como Felipe III de Francia.
El príncipe Luis fue enterrado en la Abadía de Royaumont. Él no fue enterrado en la cripta real en Saint-Denis, porque un decreto de Luis IX reserva esta cripta a personas coronadas. Sin embargo, el cuerpo de Luis se trasladó allí en 1817.

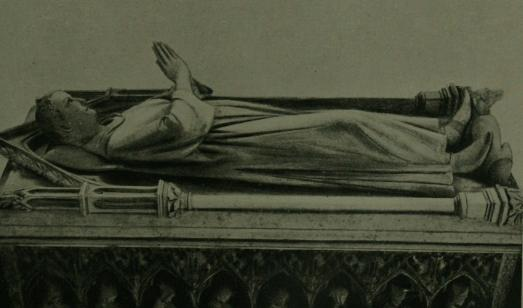
La tumba de Luis de Francia.